# Parafia Niepokalanego Poczęcia Najświętszej Maryi Panny w Lesznie
Parafia Niepokalanego Poczęcia Najświętszej Maryi Panny w Lesznie – parafia rzymskokatolicka znajdująca się w archidiecezji przemyskiej w dekanacie Przemyśl III. 

## Historia
Wieś Poździacz była wzmiankowana 1589 roku. W 1948 roku na kościół filialny zaadaptowano dawną cerkiew. Kościół był filią parafii w Stubnie, a od 1952 roku filią parafii w Medyce. 
W 1957 roku została erygowana ekspozytura pw. Niepokalanego Poczęcia Najświętszej Maryi Panny z wydzielonego terytorium parafii Medyka i parafii Stubno. 
W 1971 roku kościół został wyremontowany. W 1977 roku rozporządzeniem ministra administracji zmieniono nazwę wsi na Leszno. 
Na terenie parafii jest 1 231 wiernych (w tym: Leszno – 590, Nakło – 489, Starzawa Wieś – 28, Starzawa Rolna – 55, Starzawa Rybna – 98).
Proboszczowie parafii:
1957–1967. ks. Adam Czubek (ekspozyt).
1967. ks. Henryk Rykała.
1967–1968. ks. Bolesław Pilek.
1968–1970. ks. Leon Wilk.
1970–1978. ks. Ryszard Englot.
1979–1986. ks. Bolesław Majewski.
1986–2021. ks. kan. Jan Bawoł.
2021–2023. ks. dr Tomasz Hryniak.
2023– nadal ks. Leszek Wałczyk.

## Kościół filialny
W 1984 roku rozpoczęto budowę murowanego kościoła filialnego w Nakle, według projektu arch. inż. Józefa Olecha. 6 września 1987 roku kościół został poświęcony przez bpa Ignacego Tokarczuka pw. Wniebowstąpienia Pańskiego.